# 李明 (1968年)
李明（1968年11月—），男，汉族，中华人民共和国政治人物。吉林大学本科毕业，清华大学法学博士。现任中国证券监督管理委员会副主席。

## 生平
曾任证监会发行部处长、非公部副主任等职。2017年1月，任全国股转公司总经理。2018年8月，任江苏证监局党委书记、局长。2020年，任中国证券监督管理委员会上市公司部主任。2023年，任中国证券监督管理委员会首席检察官、稽查局局长。2024年，任中国证券监督管理委员会副主席。